# Johann Beck (Mediziner)
Johann Philipp Beck (* 20. Mai 1735 in Riga; † 2. September 1811 in Oranienbaum) war ein deutsch-baltischer Chirurg. Er fungierte als Oberchirurg und Staatsrat des russischen Kaiser Paul I.

## Leben und Wirken
Beck erwarb sich eine wundärztliche Ausbildung in Kiel und Berlin. Seit 1755 wirkte er für das russische Militär. Er arbeitete zunächst am Landhospital in Sankt Petersburg, bildete sich dort medizinisch fort und erwarb 1757 die Qualifikation als Chirurg.
Von 1758 bis 1761 nahm er als Feldarzt der russischen Armee an allen großen Schlachten dieser Zeit teil. 1761 wurde er zur zentralen Artillerieverwaltung versetzt und anschließend zum Hofchirurgen ernannt. 1773 wurde er Leibchirurg des Großfürsten und späteren Kaiser Paul. 1781 schrieb er sich an der Universität Frankfurt/Oder für ein Medizinstudium ein. Von der russischen Mediziner-Gesellschaft wurde er ohne Examen vor Beendigung dieses Studiums als Doktor der Medizin anerkannt. 1786 wurde er Leibarzt der Kinder des Großfürsten Paul und 1796 Stabsmedikus von Kaiser Paul.
1803 wurde Beck Mitglied der Medizinisch-Chirurgischen Akademie Sankt Petersburg. Am 18. Juli 1781 wurde Beck mit der Matrikelnummer 857 mit dem akademischen Beinamen „Euelpistus“ in die Deutsche Akademie der Naturforscher Leopoldina aufgenommen.

## Persönliches
Beck war mit der Russin Aksinija Timofeevna († 1782) verheiratet.

## Auszeichnungen
- Titel Geheimrat (1797)
- Russischer Orden der Heiligen Anna, Großkreuz (1799)

## Schriften
- De bubernale bipertila incercereta, Frankfurt (Oder) 1781[4]